# Frans de Waal
Franciscus Bernardus Maria de Waal, conegut simplement com a Frans de Waal   ('s-Hertogenbosch, 29 d'octubre de 1948 - Atlanta, 14 de març de 2024), fou un biòleg neerlandès. Estava especialitzat en primatologia i etologia i era considerat un expert important en aquestes disciplines.

## Carrera
Va estudiar biologia a Nimega i Groningen, i va obtenir el seu doctorat el 1977 a la Universitat d'Utrecht. Del 1975 al 1981 va investigar la colònia de ximpanzés del Burgers Zoo d'Arnhem. Des del 1981 fa investigacions científiques als Estats Units i des del 1996 és catedràtic al departament de psicologia a la Universitat Emory d'Atlanta. Des del 1997 també és director del Living Links Center del Yerkes National Primate Research Center. El 2013 va acceptar la catèdra Eugène Dubois a la Universitat de Maastricht.
El 2007, la revista americana Time el va citar entre els TIME 100: The People Who Shape Our World, una llista dels 100 artistes, científics, polítics, emprenedors, etc., amb més influència del moment.

## Obra
Amb el seu llibre Chimpansee-politiek, De Waal va tenir èxit internacional per primer cop. En aquest llibre, explica el comportament d'aquests hominoïdeus com a intel·ligent i emocional. L'interès en la cognició dels primats i la col·laboració dels animals va sorgir en gran part per aquesta obra de De Waal.
També van suscitar interès les seves investigacions en el si de comunitats de primats per a solucions de conflicte, reconciliació, empatia i l'evolució de la moralitat. Les seves comparacions entre el comportament dels humans i el d'altres espècies d'animals li van donar renom internacional.
El 2006, Frans de Waal va publicar amb dos altres científics un article a la revista americana PNAS, en què van demostrar que els elefants disposen d'autoconeixement gràcies a la prova del mirall. Els humans, els hominoïdeus i els dofins també ho van aconseguir.